# Kollnbrunn
Kollnbrunn ist eine Ortschaft und eine Katastralgemeinde der Gemeinde Bad Pirawarth im Bezirk Gänserndorf in Niederösterreich.

## Geschichte
Laut Adressbuch von Österreich waren im Jahr 1938 in der Ortsgemeinde Kollnbrunn ein Bäcker, ein Binder, ein Friseur, vier Fuhrwerker, ein Gastwirt, drei Gemischtwarenhändler, ein Müller, ein Schlosser, ein Schmied, ein Schneider und zwei Schneiderinnen, drei Schuster, ein Tischler, ein Wagner, vier Weinhändler und mehrere Landwirte ansässig.

## Siedlungsentwicklung
Zum Jahreswechsel 1979/1980 befanden sich in der Katastralgemeinde 8 Ortsräume mit 338 Bauflächen auf insgesamt 84137 m² und 124 Gärten auf 64383 m², 1989/1990 waren es ebenso 338 Bauflächen. 1999/2000 war die Zahl der Bauflächen auf 426 angewachsen. 2009/2010 bestanden 428 Gebäude auf 813 Bauflächen.

## Öffentliche Einrichtungen
In Kollnbrunn gibt es einen Kindergarten.

## Landwirtschaft
Die Katastralgemeinde ist landwirtschaftlich geprägt. 5889 Hektar wurden zum Jahreswechsel 1979/1980 landwirtschaftlich genutzt, auf 995 Hektar wurde Weinbau betrieben und 107 Hektar waren forstwirtschaftlich geführte Waldflächen. 1999/2000 wurde auf 5625 Hektar Landwirtschaft betrieben, auf 956 Hektar waren mit Weinstöcken bebaut und 197 Hektar waren als forstwirtschaftlich genutzte Flächen ausgewiesen. Ende 2018 waren 5293 Hektar als landwirtschaftliche Flächen genutzt, Wein war auf 720 Hektar ausgebaut und Forstwirtschaft wurde auf 327 Hektar betrieben.